# Tichina Arnold
Pour les articles homonymes, voir Arnold.
Tichina Arnold (née le 28 juin 1969) est une actrice et chanteuse américaine. Elle est surtout connue pour avoir interprété le rôle de Pamela James dans la sitcom Martin et celui de Rochelle Rock dans Tout le monde déteste Chris.

## Biographie
Tichina Arnold est née dans une famille de classe moyenne dans le Queens à New York.
En 1987, Tichina obtient son premier grand rôle à la télévision dans le soap opera Ryan's Hope. Le rôle de Zena Brown, lui a valu une nomination au Daytime Emmy Award en 1988. Elle interprète ce rôle jusqu'à ce que la série prenne fin au début de l'année 1989.
Son rôle le plus connu est celui de Pamela James dans la sitcom Martin, avec Martin Lawrence, qu'elle a joué tout au long de la série de 1992 à 1997. Elle a également joué le rôle de Nicole Barnes dans la sitcom One on One. En 2000, elle retrouve Martin Lawrence dans Big Mamma et en 2007 dans Bande de sauvages, dans le rôle de sa femme.
En 2005, elle joue dans la sitcom Tout le monde déteste Chris. Elle obtient le rôle de Rochelle Rock, la mère du héros Chris. La série se termine après quatre saisons en 2009. Entre 2011-2013, Tichina Arnold joue le rôle de Judi Mann, la meilleure amie de l’héroïne, Fran Lovett dans la sitcom Happily Divorced avec Fran Drescher. La même année, elle retrouve Terry Crews (son mari dans Tout le monde déteste Chris) dans la sitcom Ma femme, ses enfants et moi dans le rôle de Vicky Howard.
En 2018, dans la sitcom Voisins mais pas trop, Tichina Arnold joue le role de Tina Bulter.

## Filmographie
| Film  | Film                                                     | Film                   |
| Année | Film                                                     | Rôle                   |
| ----- | -------------------------------------------------------- | ---------------------- |
| 1983  | The Brass Ring                                           | Mary                   |
| 1984  | House of Dies Drear                                      | Pesty                  |
| 1986  | La Petite Boutique des horreurs (Little Shop of Horrors) | Crystal                |
| 1988  | Starlight: A Musical Movie                               | Evelyn Ruth            |
| 1989  | How I Got into College                                   | Vera Cook              |
| 1991  | Scenes From a Mall                                       | Ticket Seller          |
| 1997  | Fakin' Da Funk                                           | Tracy                  |
| 1999  | A Luv Tale                                               |                        |
| 2000  | Dancing in September                                     | Robber                 |
| 2000  | Big Mamma (Big Momma's House)                            | Ritha                  |
| 2002  | Civil Brand                                              | Aisha                  |
| 2002  | Yo Alien                                                 | Ray Goods              |
| 2005  | Preaching to the Choir                                   | Desiree                |
| 2005  | Getting Played                                           | Femme au restaurant    |
| 2007  | Bande de sauvages (Wild Hogs)                            | Karen Davis            |
| 2008  | Drillbit Taylor, garde du corps (Drillbit Taylor)        | Professeur photographe |
| 2008  | Hope & Redemption: The Lena Baker Story                  | Lena Baker             |
| 2009  | Dance Movie (Dance Flick)                                | Mère de Ray            |
| 2012  | The Great Divide                                         | Tosha                  |
| 2014  | More to Love                                             | Margo                  |
| 2014  | Top Five                                                 | La manageuse du cinéma |
| 2020  | Clover                                                   | Pat                    |

| Télévision  | Télévision                                          | Télévision         | Télévision                                 |
| Année       | Titre                                               | Rôle               | Notes                                      |
| ----------- | --------------------------------------------------- | ------------------ | ------------------------------------------ |
| 1987–1989   | Ryan's Hope                                         | Zena Brown         | Feuilleton                                 |
| 1989        | Cosby Show (The Cosby Show)                         | Delores            | Saison 5, épisode 21                       |
| 1989–1991   | La force du destin (All My Children)                | Sharla Valentine   | Feuilleton                                 |
| 1990        | New York, police judiciaire (Law & Order)           | Leona              | Saison 1, épisode 11                       |
| 1992–1997   | Martin                                              | Pamela "Pam" James | Distribution principale, 124 épisodes      |
| 1998        | The Jamie Foxx Show                                 | Carla              | Saison 2, épisode 13                       |
| 1999        | Pacific Blue                                        |                    | Saison 5, épisode 11                       |
| 1999        | The Norm Show                                       | Mrs. Murphy        | Saison 2, épisode 11                       |
| 2001–2005   | One on One                                          | Nicole Barnes      | 15 épisodes                                |
| 2002        | Soul Food : Les Liens du sang (Soul Food)           | Adina              | Saison 3, épisode 3                        |
| 2004        | Listen Up                                           | Kiara              | Saison 1, épisode 9                        |
| 2005–2009   | Tout le monde déteste Chris (Everybody Hates Chris) | Rochelle Rock      | Distribution principale, 88 épisodes       |
| 2007        | The Boondocks                                       | Nicole (voix)      | Saison 2, épisode 6                        |
| 2009        | Sherri                                              | Mère de Russell    | Saison 1, épisode 1                        |
| 2009        | Brothers                                            | Cynthia            | Saison 1, épisodes 5, 6 et 11              |
| 2010        | Paire de rois (Pair of Kings)                       | Nancy              | Saison 1, épisode 15                       |
| 2011        | Raising Hope                                        | Sylvia             | Saison 1, épisodes 12, 19 et 20            |
| 2011        | Ma femme, ses enfants et moi (Are We There Yet?)    | Vicky Howard       | Saison 2, épisode 29                       |
| 2011–2013   | Let's Stay Together                                 | Dr. Knotts         | Saison 1, épisode 4 et saison 3, épisode 2 |
| 2011–2013   | Happily Divorced                                    | Judi Mann          | Distribution principale, 34 épisodes       |
| 2012        | Un enfant à vendre (Stolen Child)                   | Claudia Mitchell   | Téléfilm                                   |
| 2013        | Le Meurtrier de minuit (Summoned)                   | Mylène             | Téléfilm                                   |
| 2014        | A Day Late and a Dollar Short                       | Charlotte          | Téléfilm                                   |
| 2014        | Hit the Floor                                       | Mary Roman         | Saison 2, épisodes 6 et 12                 |
| 2014        | Survivor's Remorse                                  | Cassie Calloway    | Distribution principale, 8 épisodes        |
| 2015        | Black Dynamite                                      | Tinbee (voix)      | Saison 2, épisode 9                        |
| 2015        | Born Again Virgin                                   | Quinn              | Saison 1, épisode 9                        |
| 2017        | Daytime Divas                                       | Mo Evans           | 7 épisodes                                 |
| Depuis 2018 | The Neighborhood                                    | Tina Butler        | Distribution principale, 135 épisodes      |